# Ernst Tugendhat
Ernst Tugendhat (Brno, Checoslovaquia, 8 de marzo de 1930 - Friburgo de Brisgovia, Alemania, 13 de marzo de 2023) fue un filósofo, pedagogo y profesor universitario alemán de origen checoslovaco.

## Biografía
Proveniente de una familia judía acomodada, tuvo que huir de Checoslovaquia en 1938 por el peligro de la persecución nazi, con destino a San Gall, Suiza, y posteriormente volvió a emigrar en 1941 a Caracas, Venezuela.
Tugendhat estudió filología clásica en Stanford de 1944 a 1949 para posteriormente estudiar filosofía en Friburgo, recibiendo clases de Martin Heidegger, donde se doctoró en 1956 con un trabajo sobre Aristóteles. Desde esa fecha y hasta 1958 hizo investigaciones de postdoctorado en la Universidad de Münster. A partir de entonces y hasta 1964 fue profesor asistente en el departamento de filosofía en la Universidad de Tubinga, donde, después de dar una serie de conferencias en 1965 en la Universidad de Míchigan, obtuvo su Habilitación posdoctoral en 1966 analizando el concepto de verdad en Husserl y Heidegger.
De 1966 a 1975 fue catedrátrico en la Universidad de Heidelberg, debido a que abandonó a manera de protesta contra la situación de las universidades alemanas en la década de los 70 para reubicarse en Starnberg, en la misma época en que Jürgen Habermas también se encontraba ahí. En 1980 se mudó a Berlín, donde se convirtió en profesor de filosofía en la Universidad Libre de Berlín.
Tugendhat se retiró en 1992, pero estuvo como profesor visitante de filosofía en la Pontificia Universidad Católica de Chile, en Santiago, por cuatro años (1992−1996). Igualmente actuó como investigador en el Instituto para las Ciencias Humanas en Viena en 1996 y como profesor visitante en la Universidad Carolina en Praga, República Checa de 1997 a 1998.
La casa de su familia ubicada en Brno, en la región histórica de Moravia, hoy se conserva como la Villa Tugendhat, siendo considerada como un ícono de la arquitectura funcionalista en la actual República Checa. Fue declarada como Patrimonio de la Humanidad por la UNESCO.